# Bartoušov
Bartoušov – wieś i gmina w Czechach, w powiecie Havlíčkův Brod, w kraju Wysoczyna.
1 stycznia 2017 gminę zamieszkiwało 149 osób, a ich średni wiek wynosił 4464 roku.